# Oak Grove (MBTA-Station)
Oak Grove ist der Name einer U-Bahn-Station der Massachusetts Bay Transportation Authority (MBTA) in Malden im Bundesstaat Massachusetts der Vereinigten Staaten. Die Station ist Endbahnhof der Orange Line und bietet Zugang zur Haverhill Line der MBTA Commuter Rail.

## Bahnanlagen

### Gleis-, Signal- und Sicherungsanlagen
Die Station verfügt über drei Gleise, die über einen Seitenbahnsteig (für die Haverhill Line) sowie einen Mittelbahnsteig (für die Orange Line) zugänglich sind.

### Gebäude
Das Gebäude befindet sich an der Kreuzung der Straßen Washington und Winter in Malden und wird vorwiegend als Park-and-ride-Haltestelle genutzt, wofür 788 kostenpflichtige Parkplätze zur Verfügung stehen. Die Station ist vollständig barrierefrei zugänglich.
Im Rahmen des Arts-on-the-Line-Projektes der MBTA wurden in der Station die Kunstwerke „A Joyful Noise“ von Lujuan Renrick und „Man’s Best friend“ von Jason Vassell installiert.

## Umfeld
An der Station besteht eine Anbindung an vier Buslinien der MBTA.